# رون رايت (مصارع محترف)
رون رايت (بالإنجليزية: Ron Wright)‏ هو مصارع محترف أمريكي، ولد في 26 أكتوبر 1938 في روجرزفيل في الولايات المتحدة، وتوفي في 21 أبريل 2015 في كينغسبورت في الولايات المتحدة.

## روابط خارجية
- رون رايت على موقع CageMatch worker (الإنجليزية)